# Condado de Stevens (Minnesota)
O Condado de Stevens é um dos 87 condados do estado americano de Minnesota. A sede do condado é Morris, e sua maior cidade é Morris. O condado possui uma área de 1 490 km² (dos quais 34 km² estão cobertos por água), uma população de 10 053 habitantes, e uma densidade populacional de 7 hab/km² (segundo o censo nacional de 2000). O condado foi fundado em 1862.